# Réserve naturelle nationale de la baie de Canche
La réserve naturelle nationale de la baie de Canche (RNN87) est une réserve naturelle nationale située dans la région Hauts-de-France. Classée en 1987, elle occupe une surface de 505 hectares au niveau de l'estuaire de la Canche dont 465 ha sur le domaine public maritime.

## Localisation

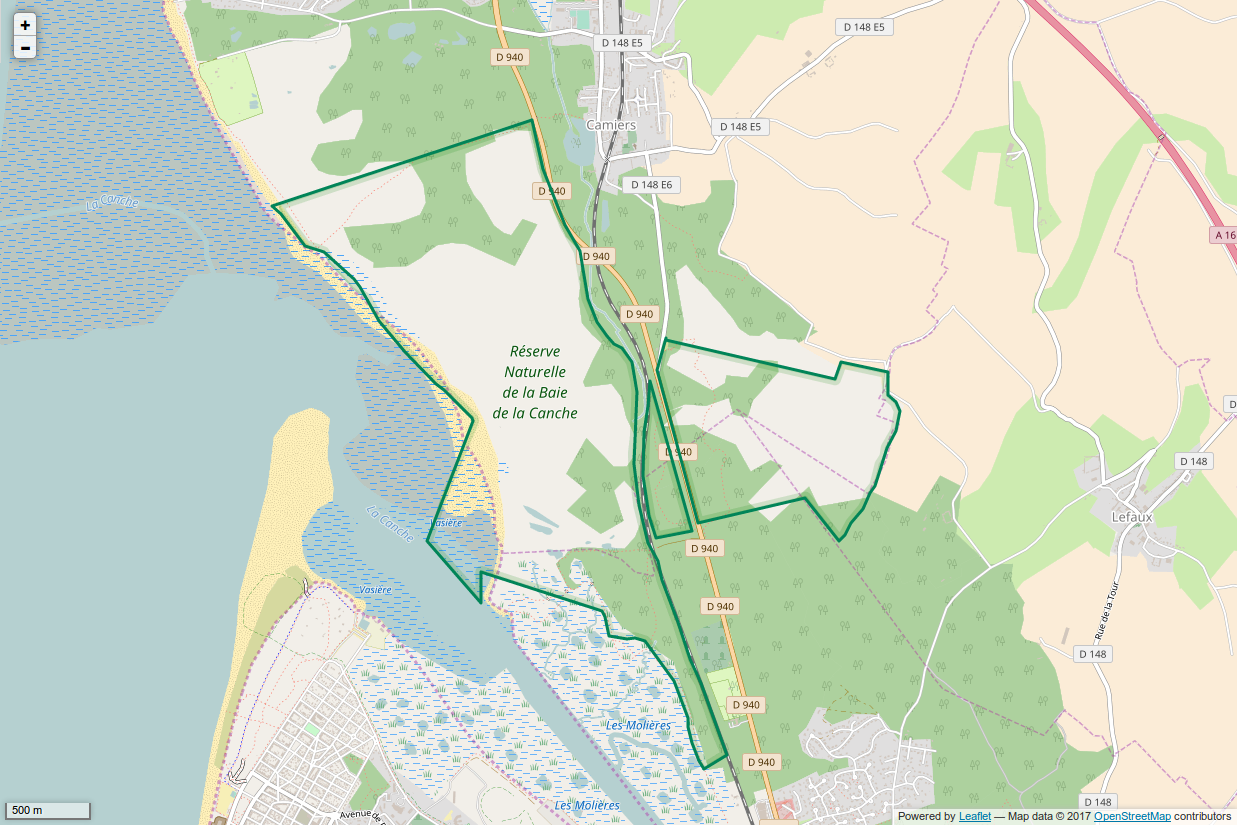
Périmètre de la réserve naturelle.

Au nord de la France face à l’Angleterre, la réserve est située plus précisément au sud-ouest du département du Pas-de-Calais (région Hauts-de-France), sur sa façade maritime, au sud du parc naturel régional des Caps et Marais d'Opale.

Elle couvre une partie de la rive droite de l’estuaire de la Canche.

### Communes concernées
Trois communes sont directement concernées : Étaples, Camiers et Lefaux.

## Histoire du site et de la réserve
Ce site a fait l'objet d'une submersion par la mer à l'époque carolingienne ; à la fin du Ier millénaire apr. J.-C., avec un niveau d'eau le plus élevé vers l'an 800, à une période de petit réchauffement climatique (peut-être déjà pour partie dû à l'homme et à ses déforestations et mises en culture de la Chine, Mésopotamie, du Moyen-Orient et de l'Italie et de la Grèce).
La baie de Canche a été fortement touchée par la Première Guerre mondiale. Un camp d'une capacité de 80 000 personnes y a été installé à Étaples par les Anglais pour entraîner les soldats anglophones avant de les envoyer sur le front, et pour y préparer les mitrailleuses. Un hôpital militaire était installé en bordure de la dune et de la commune, qui a été bombardé à la fin de la guerre. Le site a failli être dégradé par un projet de barrage destiné à retenir de l’eau douce pour alimenter la zone de Lille. Ce projet a été à l’origine d'une opposition des universitaires biologistes de la région, et de la création de la Fédération d’associations « Nord Nature ».
Une réserve naturelle a finalement été instituée le 16 juillet 1987 pour protéger les richesses écologiques et paysagères d’une partie de l’estuaire de la chasse qui s’y pratiquait de manière intensive, pour la protection du milieu dunaire et limiter la pression de l’urbanisation.
- Le Conservatoire du littoral a acheté trois sites important à proximité de la réserve sur l'axe migratoire des oiseaux (garennes de Lornel, dunes de Stella et dunes de Mayville)[3].
- Le réseau Natura 2000[4] gère une Zone de Protection Spéciale (ZPS) (FR3110038) depuis juin 1988 couvrant la zone maritime de l'estuaire d'une superficie de plus de 5 000 ha. Une désignation complémentaire réseau natura 2000 en mer est prévu pour mi 2008[5]
- Il sera probablement intégré dans le parc naturel marin des trois estuaires.

## Écologie (biodiversité, intérêt écopaysager…)
La baie de Canche, en raison de ses caractéristiques typiques d'estuaire picard et de sa richesse en faune benthique, a fait l'objet de très nombreuses études, notamment du Laboratoire d'hydrobiologie et d'écotoxicologie de l'université Lille I dans les années 1980 à 1990.

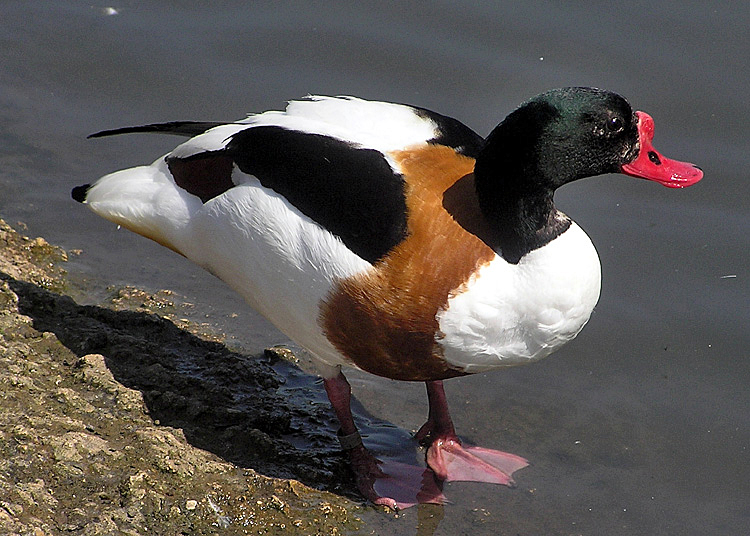
Le tadorne de Belon est une des espèces typiques de la baie de Canche. Il creuse une galerie pour nicher sous le sable.

La vie estuarienne est principalement liée à deux paramètres, la marée, et la salinité, qui varient sans cesse, mais de manière cyclique. La salinité croît lentement quand on se rapproche de la mer, et augmente brusquement, au niveau du Port d'Etaple, pour atteindre 32 %. La sédimentation naturelle de la baie a été modifiée par la construction de digues.

### Intérêts dominants; paysager, géomorphologique, faunistique et floristique.
La baie et ses vasières sont un site d’importance paneuropéenne pour les migrations aviaires littorales, ce qui explique la présence importante de huttes de chasse.
L’estuaire avait une vocation importante de frayère, nourrissage ou halte pour de nombreuses espèces aquatiques (dont l'anguille d’Europe). C'était une zone de forte productivité biologique.
Du point de vue géomorphologique, la dune plaquée est un phénomène exceptionnel ; ici, le sable, poussé par le vent d'ouest, s'accroche à une ancienne falaise de craie, la recouvre et forme une dune. Deux uniques exemples en existent en Europe : les dunes du nord de la baie de Canche et une zone dunaire du sud du Portugal. La morphologie générale des estuaires des fleuves régionaux qui débouchent sur la façade ouest du Pas-de-calais (Canche, Slack et Authie) est modelée par la conjonction des courants marins et des apports fluviatiles.
La dérive littorale emporte le sable fin et les sédiments vers le nord, dégraissant la rive droite et musoir au nord, qui régresse sous l’action des vagues et du vent, alors qu'au sud, le poulier, mieux fixé par les apports de sédiments, les laisses de mer et les espèces dunaires, s’engraisse par accumulation de matériaux transportés par la mer. Ces milieux abritent une bande de vasières et (en arrière) des prés salés (schorres ou mollières) ou les espèces halophytes (salicornes, obiones portulacoïdes, etc.) laissent peu à peu place aux graminées et buissons des sols non salés, alimentés par les apports en eau douce de la Canche ou des sources de l'ancienne falaise de craie cachée par les dunes.
L'estuaire de la Canche, pour des raisons géomorphologiques ne présente pas de plage de galets ni leur flore originale qu'on trouve plus au nord dans l'estuaire de la Slack
Ces estuaires sont encore épisodiquement fréquentés par les phoques veau marin, mais on peut supposer qu'à la préhistoire ils accueillaient une très riche faune d'oiseaux, mammifères et poissons.
La Canche était comme l'Authie, autrefois riches en saumons, anguilles et truites de mer, ce pourquoi ces deux fleuves côtiers sont classés en rivières de 1re catégorie pour les poissons migrateurs.
la baie de Canche est considérée comme moins sauvage que celles de l’Authie et de la Somme en Picardie en raison de la proximité de trois communes (Étaples, le Touquet et Montreuil) et d'un aérodrome et d'une pression de chasse importante sur un pourcentage important de l'estuaire.

Le classement en zone Ramsar de l'estuaire de la Canche (et de l'Authie, ainsi que les marais de Balançon et de Villiers) est en cours d'étude. Ces deux derniers marais faisant aussi l'objet de plans de gestion,.

#### Flore
Flore caractéristique des milieux littoraux sableux, dunaires et vaseux

#### Faune
La réserve abrite une faune caractéristique du littoral, dont de nombreux oiseaux d’eau, une microfaune des laisses de mer qui sont une source importante de nourriture pour les oiseaux. Mais on y trouve aussi des mammifères dont sangliers et renards roux (Vulpes vulpes) qui à la fin des années 1990 a été à l’origine de controverses quant aux effets de sa prédation, ce qui a motivé une étude éco-éthologique, commandée par le comité de gestion de la réserve, sous l'autorité de la Sous-préfecture. Cette étude visait à analyser l’état sanitaire, les conditions de vie de la population vulpine et son impact sur la faune locale, à l’intérieur de la réserve et en périphérie. Les résultats de l'étude qui a débuté à la fin de 1999 et présentés aux membres du comité de gestion le 22 février 2000 ont montré que les populations avaient été fortement surévaluées.

##### Invertébrés
Cette partie du littoral ayant été relativement épargnée par les insecticides, certains invertébrés rares ou devenus rares dans la région peuvent encore y être observés.

##### Oiseaux
De nombreuses espèces d'oiseaux nichent ou passent et se reposent dans la réserve ou à ses abords. S'y reproduisent, entre autres : l'engoulevent d'Europe (Caprimulgus europaeus), le bondrée apivore (Pernis apivorus), le gorgebleue à miroir (Luscinia svecica), le busard Saint-Martin (Circus cyaneus) et le busard des roseaux (circus aeruginosus), la cigogne blanche (Ciconia ciconia). L'aigle criard (Aquila clanga) et le balbuzard pêcheur (Pandion haliaetus) y font étape.

##### Mammifères
Sangliers, renards et autres petits mammifères vivent dans ce secteur. La préfecture autorise épisodiquement des battues administratives pour éliminer une partie des sangliers et, avec le comité de pilotage de la réserve, a encadré une étude sur les renards, qui a montré que contrairement à une rumeur, la population de renards était très limitée.

##### Reptiles et amphibiens
Quelques amphibiens devenus rares dans la région survivent encore en petites populations réparties le long du littoral.

#### Champignons, lichens et autres organismes remarquables
Les lichens sont très présents sur les branches de la strate buissonnantes et parfois au sol, ainsi que les mousses adaptées aux dunes.

### État, pressions ou menaces, réponses

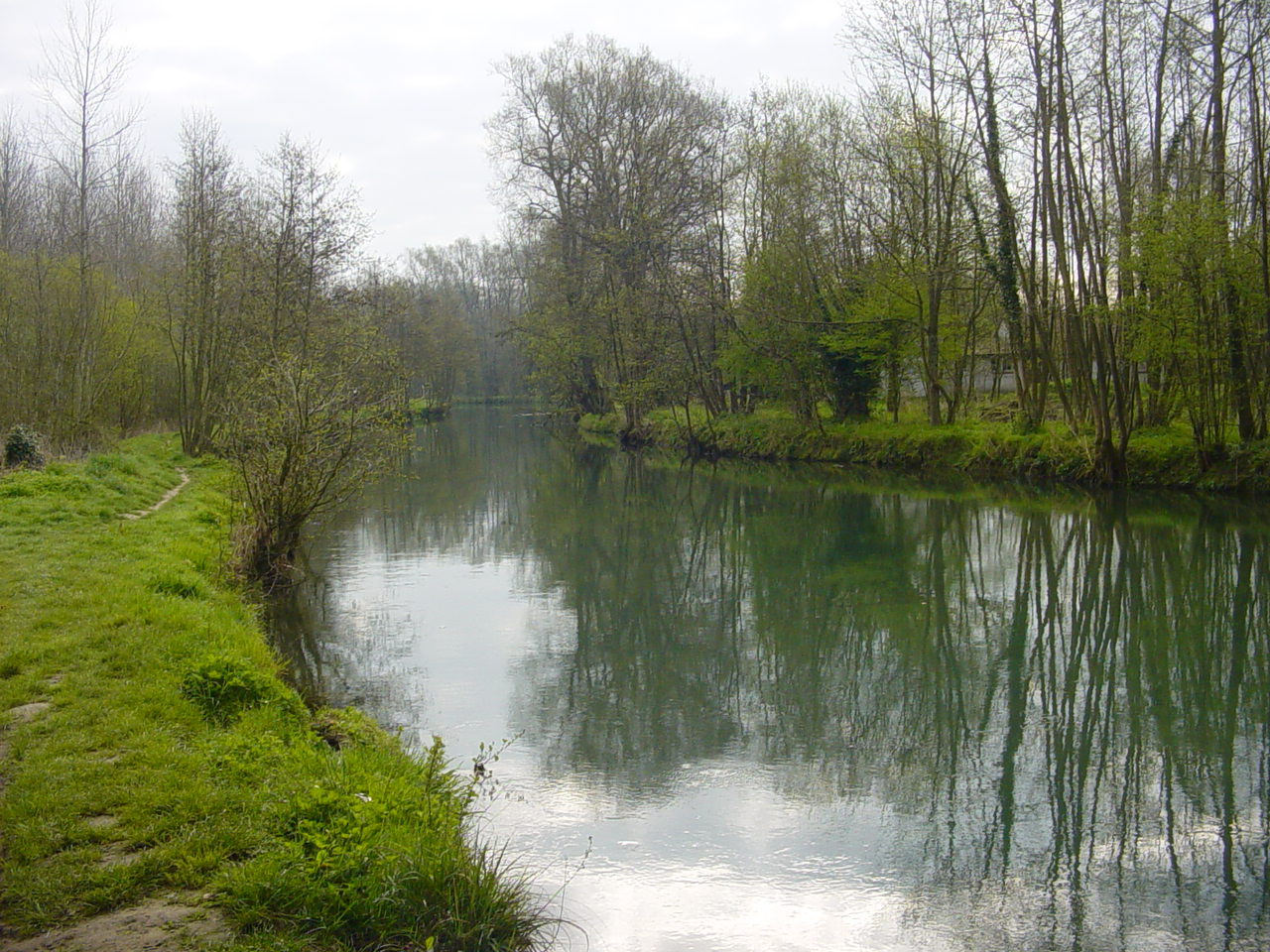
La Canche (ici à Montreuil) est le fleuve qui alimente l’estuaire Ses sédiments de plus en plus chargés de nutriments et pesticides, à la suite de la transformation d’une partie du bassin versant (prairies converties en champs ou zones urbanisées) sont une cause d’eutrophisation de l’estuaire (bouchon vaseux).

La zone est soumise à trois types de pollution qui cumulent leurs effets, la pollution de l'air mais surtout de l'eau, apportées par la mer, du sud, et par la Canche elle-même, de plus en plus turbide et polluée par les sédiments, les pesticides et engrais. Un plan et un Atlas Polmar ont été mis en place par la préfecture sur le littoral régional dans le cadre du Plan Polmar.
Le tourisme, la fréquentation et la chasse sur le pourtour de la réserve (voire le braconnage dans les années 1980-1990) sont les principaux facteurs de pression.
Le site est aussi concernée par une voie ferrée peu empruntée, mais qui a longtemps été désherbée chimiquement. À long terme, la réserve pourrait être noyée par la montée du niveau marin.

#### Espèces invasives
La tendance, faute de présence de grands mammifères herbivores sauvages, est à l’embroussaillement des zones ouvertes arrières littorales, ce que le plan de gestion cherche à limiter.

#### Degré de fragmentation écologique
La réserve n’est pas fragmentée mais est isolée de l’arrière pays par une route très fréquentée en saison touristique (dérangement, animaux écrasés et insularisation écologique).

## Intérêt touristique et pédagogique
Il est lié aux aménités qu'offrent toutes les régions littorales, à la nature dunaire exceptionnellement bien conservée sur cette zone, aux habitats naturels et aux paysages dunaires, ainsi pour les naturalistes amateurs ou professionnels et à la biodiversité qu’ils abritent.

## Administration, plan de gestion, règlement..
La gestion était assurée par un comité de gestion regroupant divers organismes naturalistes. Elle est maintenant assurée par le Syndicat Mixte EDEN 62 créé par le conseil général du Pas-de-Calais pour gérer les espaces naturels sensibles du département (sous l’autorité du préfet de Montreuil-sur-Mer).

### Outils et statut juridique
La réserve a été classée par le décret no 87-534 du 16 juillet 1987.
Le site correspond également à la ZICO no 62NC02 « Estuaire de la Canche » et à la ZNIEFF de type I no 60 « Dunes de Camiers et Baie de Canche ».

## Photographies

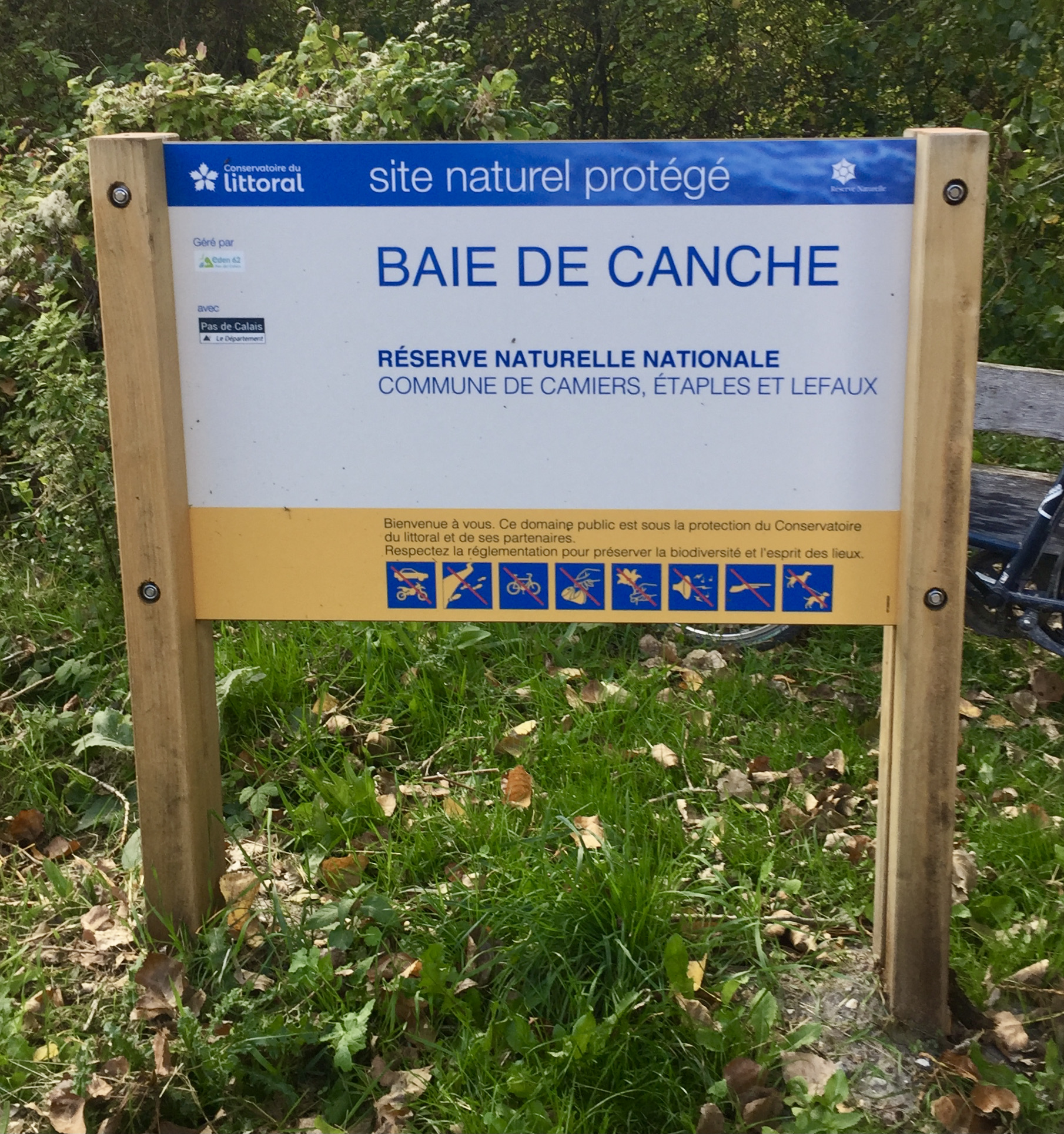
La réserve naturelle nationale de la baie de Canche.
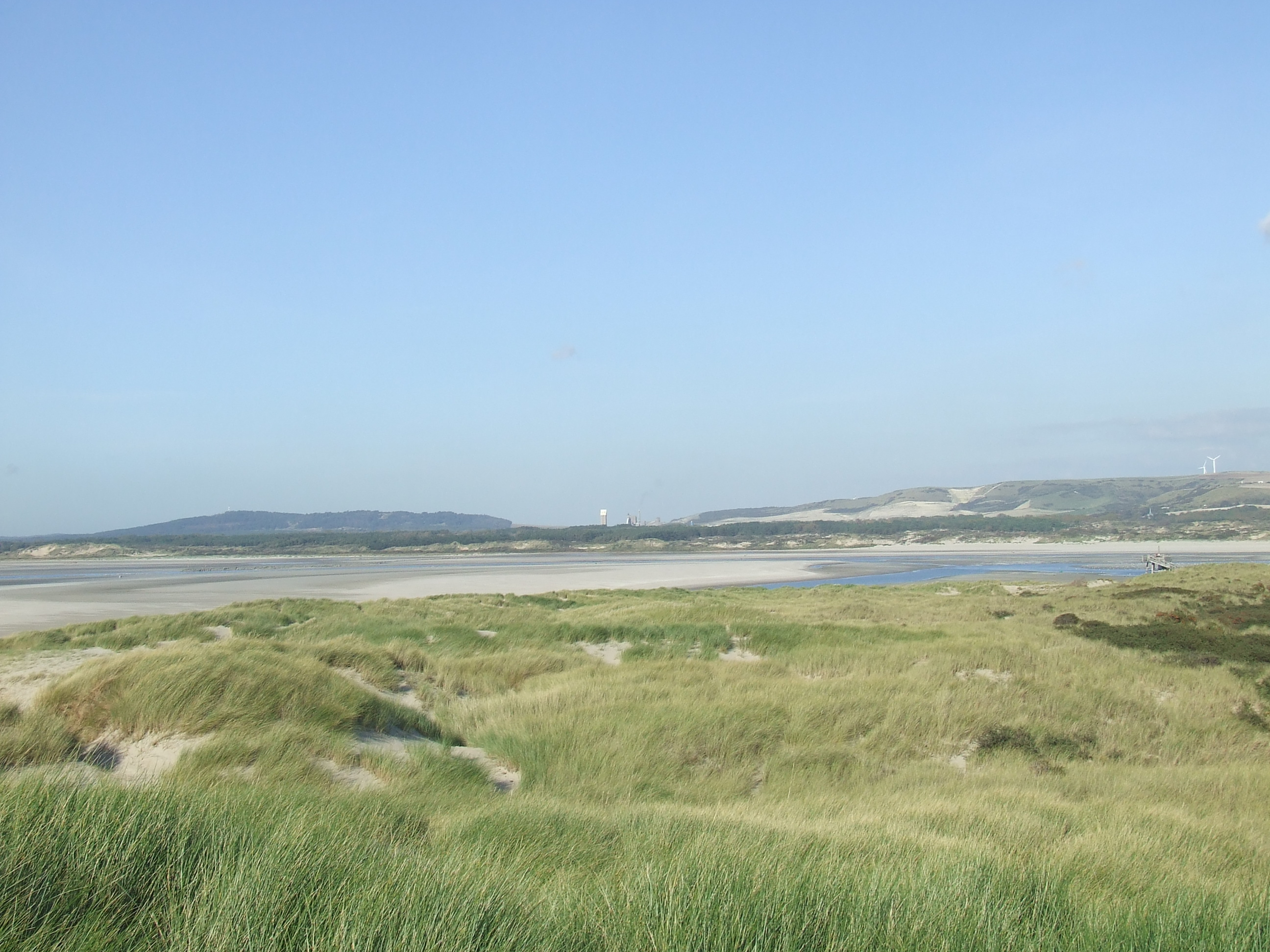
Vue générale de la baie de Canche et de la façade Nord de l'estuaire depuis les dunes du Touquet.
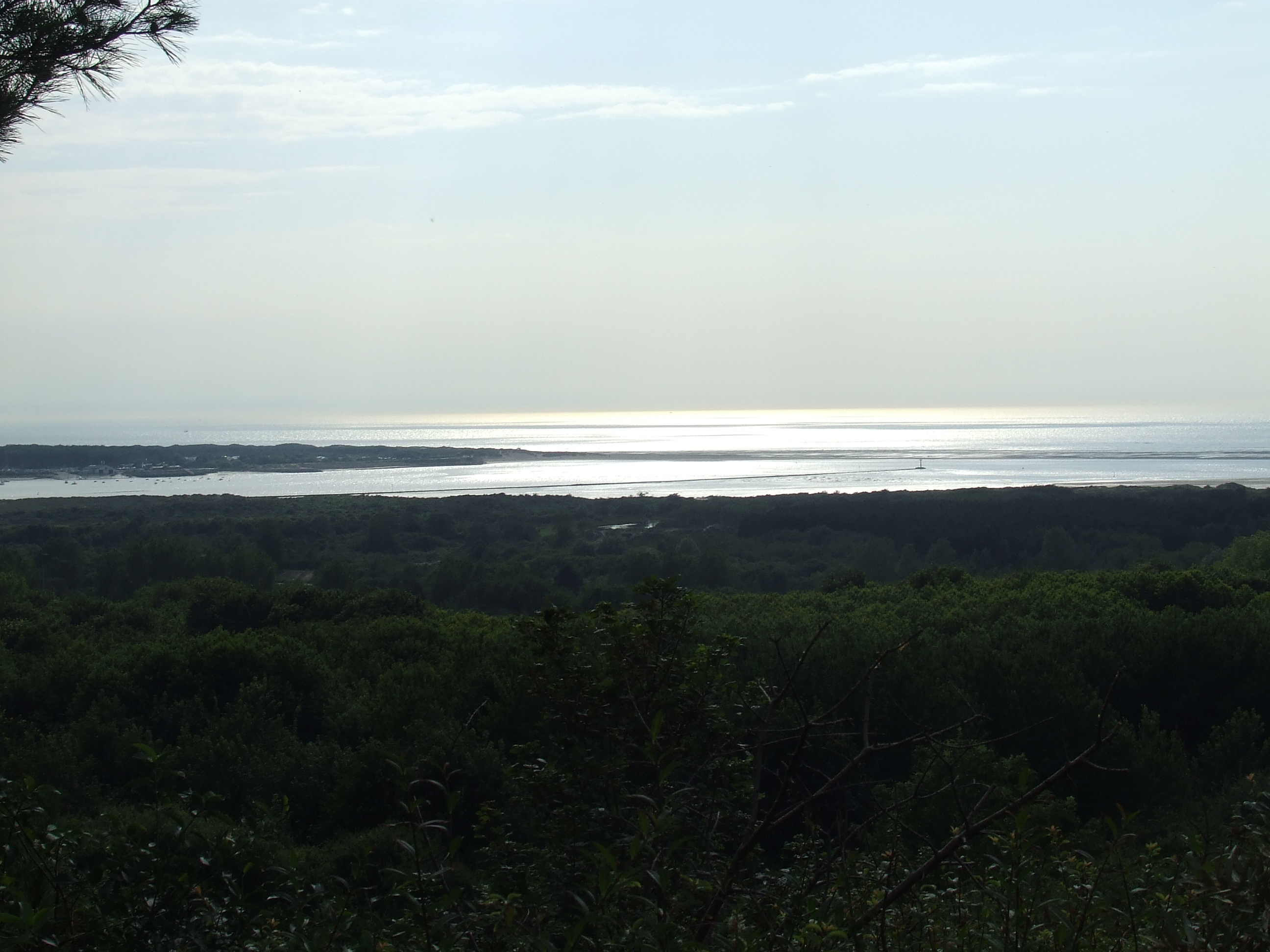
Vue sur l'estuaire de la Canche. Au loin, la Pointe du Touquet.
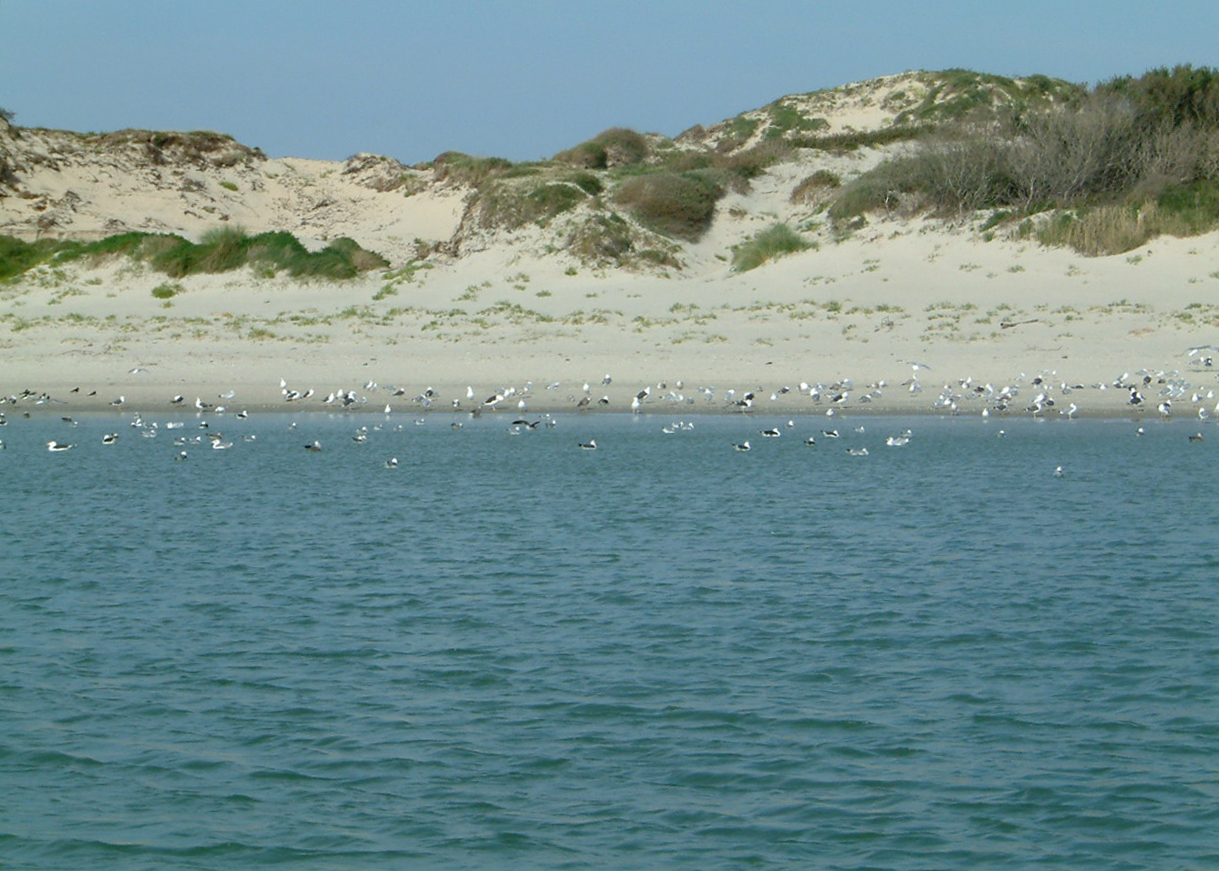
Les dunes de sable caractéristiques du littoral de la baie de Canche.
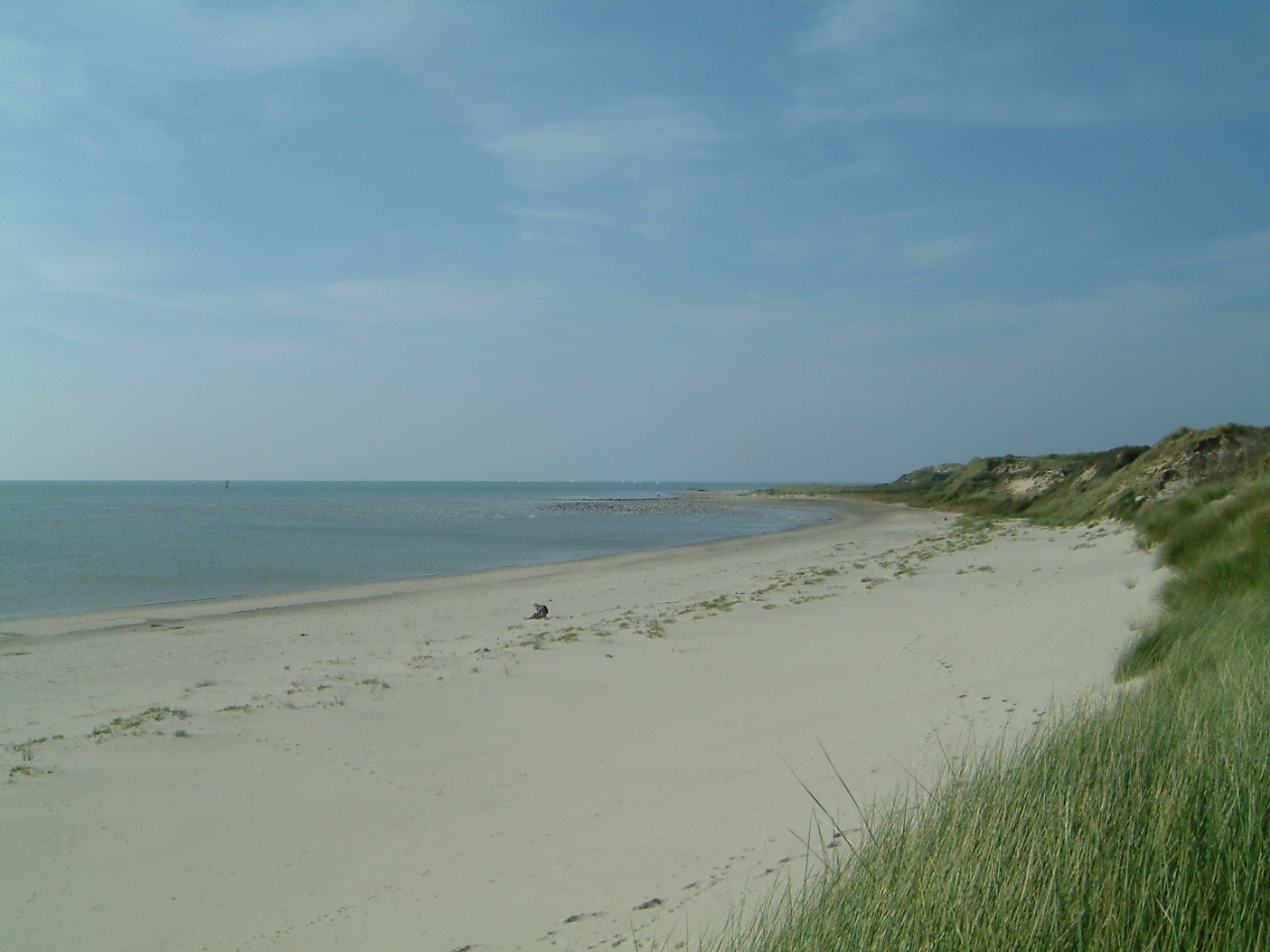
Plage sauvage de la réserve naturelle.
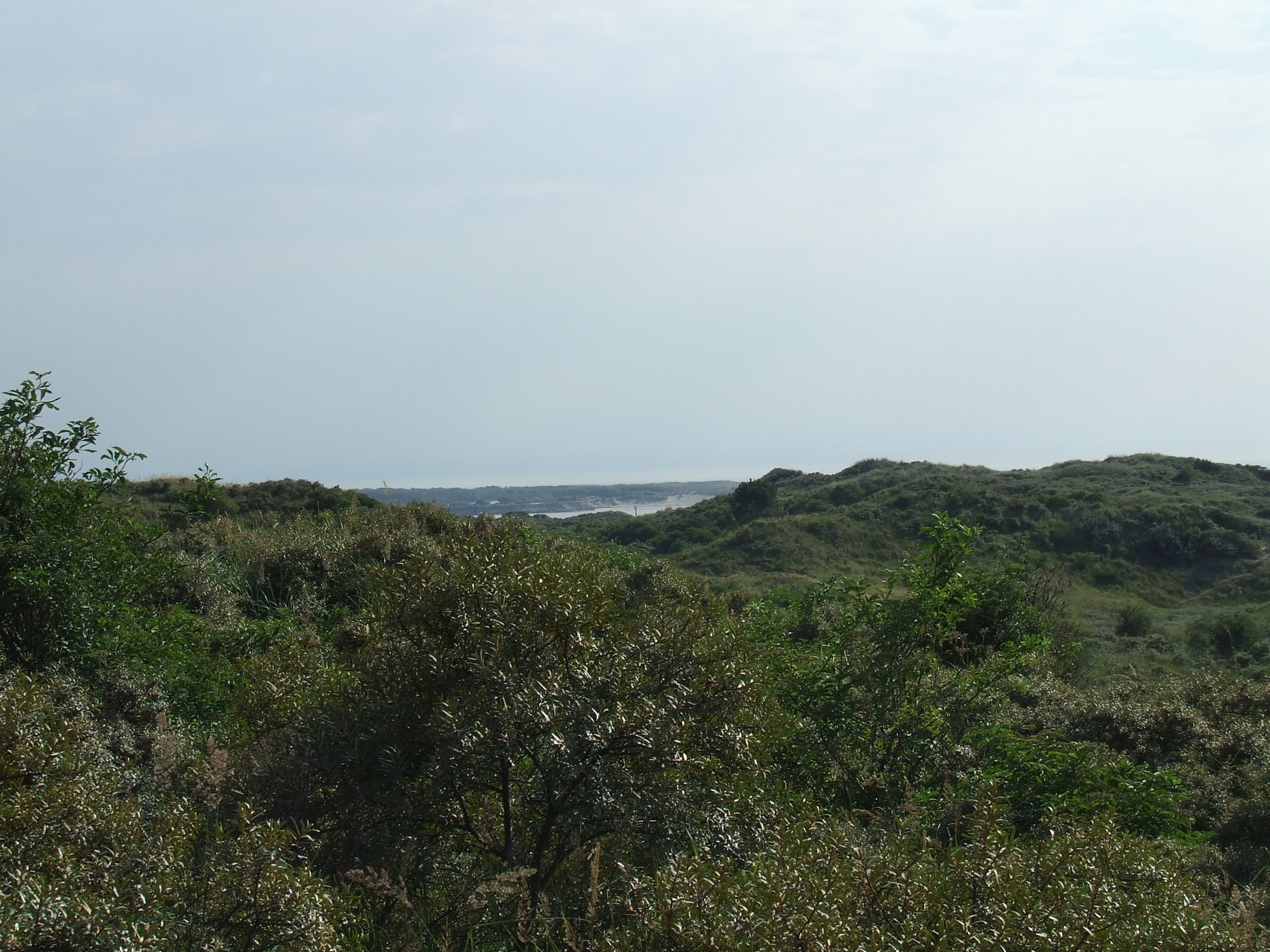
La réserve naturelle depuis la Dune Grise.
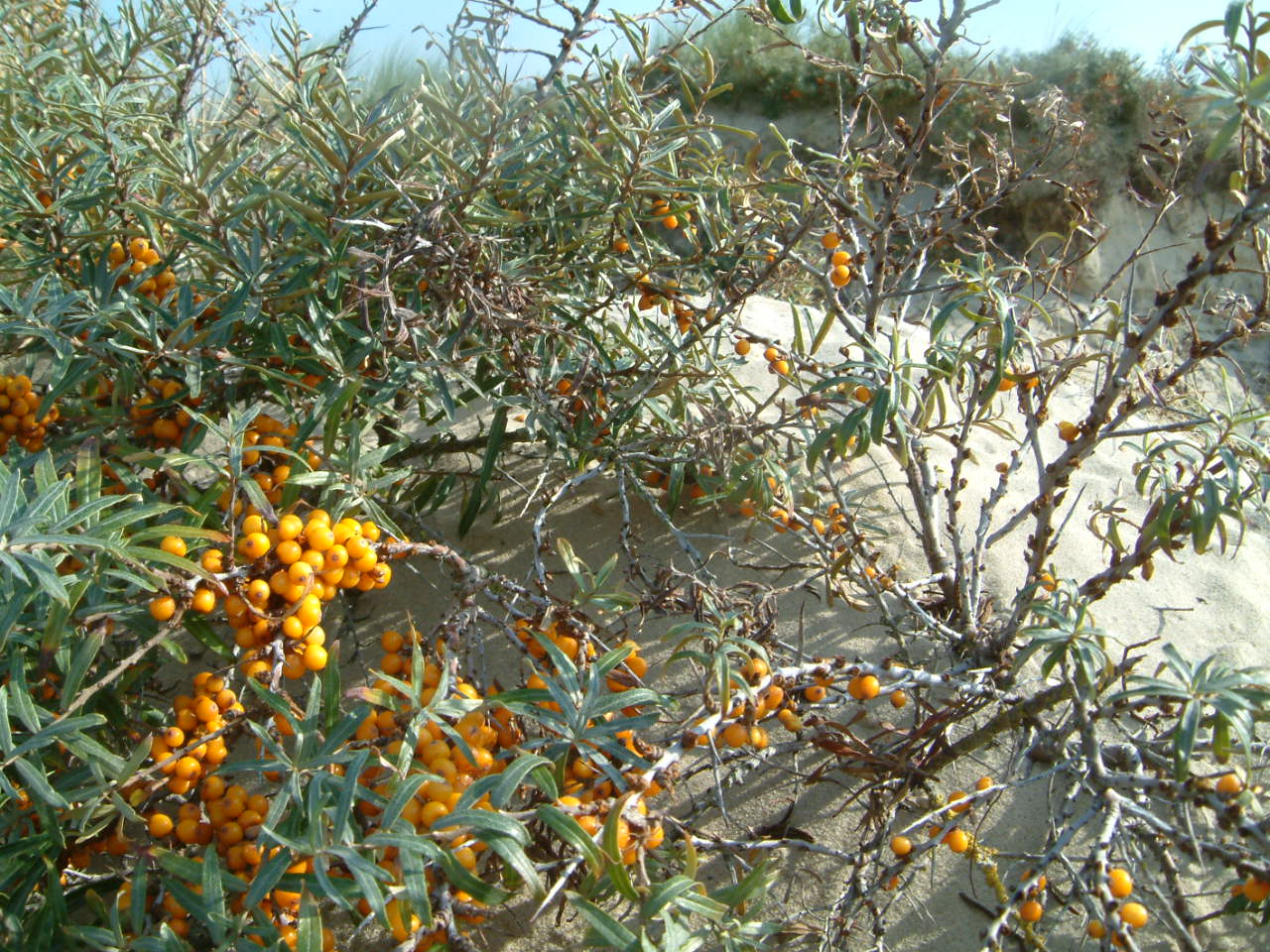
L'argousier en baie de Canche.
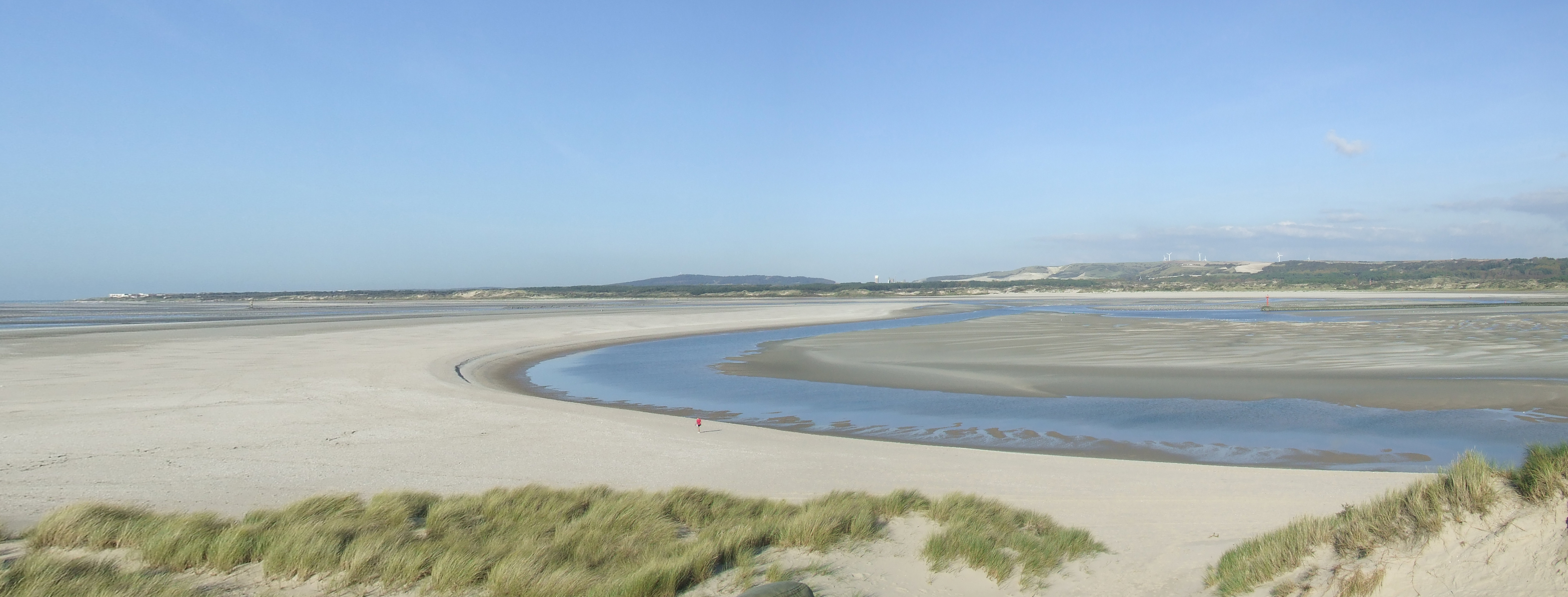
L'estuaire de la Canche à marée basse.

## Pour approfondir